# Calvignac
Calvignac är en kommun i departementet Lot i regionen Occitanien i södra Frankrike. Kommunen ligger i kantonen Limogne-en-Quercy som tillhör arrondissementet Cahors. År 2022 hade Calvignac 241 invånare.

## Befolkningsutveckling
Antalet invånare i kommunen Calvignac
| Referens: INSEE |